# Zakaria Boulahia
Mohammed Zakaria Boulahia (ʿAyn Temūshent, 1º giugno 1997) è un calciatore algerino, attaccante svincolato.

## Carriera
Dopo aver trascorso alcune stagioni nelle serie minori spagnole (mai sopra la terza divisione), nella seconda parte della stagione 2019-2020 e nella stagione 2020-2021 ha giocato nella massima serie algerina con il JS Kabylie, club con cui oltre a segnare 3 reti in 23 partite di campionato ha inoltre giocato complessivamente anche 15 partite nelle coppe continentali africane (una in CAF Champions League e 14 in Coppa della Confederazione CAF). Nell'estate del 2021 si trasferisce all'Emirates, club della massima serie degli Emirati Arabi Uniti.

## Statistiche

### Presenze e reti nei club
Statistiche aggiornate al 28 settembre 2021.
| Stagione                 | Squadra                  | Campionato               | Campionato | Campionato | Coppe nazionali | Coppe nazionali | Coppe nazionali | Coppe continentali | Coppe continentali | Coppe continentali | Altre coppe | Altre coppe | Altre coppe | Totale | Totale |
| Stagione                 | Squadra                  | Comp                     | Pres       | Reti       | Comp            | Pres            | Reti            | Comp               | Pres               | Reti               | Comp        | Pres        | Reti        | Pres   | Reti   |
| ------------------------ | ------------------------ | ------------------------ | ---------- | ---------- | --------------- | --------------- | --------------- | ------------------ | ------------------ | ------------------ | ----------- | ----------- | ----------- | ------ | ------ |
| 2016-2017                | Atlético Madrid B        | TD                       | ?          | ?          |                 | -               | -               |                    | -                  | -                  |             | -           | -           | ?      | ?      |
| 2017-2018                | Atlético Madrid B        | SDB                      | 2          | 1          |                 | -               | -               |                    | -                  | -                  |             | -           | -           | 2      | 1      |
| Totale Atlético Madrid B | Totale Atlético Madrid B | Totale Atlético Madrid B | 2+         | 1+         |                 | -               | -               |                    | -                  | -                  |             | -           | -           | 2+     | 1+     |
| 2018-gen. 2019           | Real Murcia              | SDB                      | 2          | 0          |                 | -               | -               |                    | -                  | -                  |             | -           | -           | 2      | 0      |
| set-dic. 2018            | Imperial Murcia          | TD                       | 11         | 3          |                 | -               | -               |                    | -                  | -                  |             | -           | -           | 11     | 3      |
| gen.-giu. 2019           | Albacete B               | TD                       | 15         | 2          |                 | -               | -               |                    | -                  | -                  |             | -           | -           | 15     | 2      |
| 2019-gen. 2020           | Albacete B               | TD                       | 15         | 1          |                 | -               | -               |                    | -                  | -                  |             | -           | -           | 15     | 1      |
| Totale Albacete B        | Totale Albacete B        | Totale Albacete B        | 30         | 3          |                 | -               | -               |                    | -                  | -                  |             | -           | -           | 30     | 3      |
| gen.-mag. 2020           | JS Kabylie               | L1                       | 2          | 0          |                 | -               | -               | CCL                | 1                  | 0                  |             | -           | -           | 3      | 0      |
| 2020-2021                | JS Kabylie               | L1                       | 21         | 3          | CdL             | 3               | 0               | CCC                | 14                 | 3                  |             | -           | -           | 38     | 6      |
| Totale JS Kabylie        | Totale JS Kabylie        | Totale JS Kabylie        | 23         | 3          |                 | 3               | 0               |                    | 15                 | 3                  |             | -           | -           | 41     | 6      |
| 2021-2022                | Emirates                 | PL                       | 1          | 0          |                 | -               | -               |                    | -                  | -                  |             | -           | -           | 1      | 0      |
| Totale carriera          | Totale carriera          | Totale carriera          | 69+        | 10+        |                 | 3               | 0               |                    | 15                 | 3                  |             | -           | -           | 87+    | 13+    |